# Prochowa (Góry Izerskie)
Prochowa (niem. Pulverberg, 595 m n.p.m.) –  wzniesienie w południowo-zachodniej Polsce, w Sudetach Zachodnich, w Górach Izerskich.
Wzniesienie w zachodniej części Grzbietu Kamienickiego Gór Izerskich. Wyrasta z bocznego ramienia, odchodzącego ku północy od Dłużca. W ramieniu tym najpierw zaznacza się wyraźna kulminacja Blizbora, a od niej rozchodzą się poboczne ramiona, jedno biegnące na północ i zakończone Kuflem, a drugie rozciągające się ku północnemu wschodowi i wschodowi, ze Stożkiem i zakończone Prochową.
Prochowa góruje nad centrum Przecznicy.
Zbudowana jest ze skał metamorficznych – gnejsów i granitognejsów, a na północy z łupków łyszczykowych, należących do bloku karkonosko-izerskiego, a ściślej jego północno-zachodniej części - metamorfiku izerskiego.
Od połowy XVIII w. w pobliskiej Przecznicy wydobywano rudy kobaltu do produkcji farby - błękitu kobaltowego. Jedna z kopalń - „Anna Maria”, czynna w latach 1769–1840 - znajdowała się na wschodnim zboczu Prochowej. Była to największa i najbardziej wydajna kopalnia w tym rejonie. W okresie 1796–1799 wydobywano w niej do 2200 t rudy rocznie.
Masyw pokryty jest łąkami, polami i niewielkimi zagajnikami.